# Ламберто Лория
Ламберто Лория (на италиански: Lamberto Loria) е италиански етнограф и изследовател.
Роден е на 12 февруари 1855 година в Александрия, Египет, в еврейско семейство. През 1881 година завършва математика в Пизанския университет, но се интересува повече от антропология. Пътува в Северна Европа и Руската империя до Туркестан, а след това прекарва седем години в Нова Гвинея.
Ламберто Лория умира на 4 април 1913 година в Рим.